# Homer the Father
 Homer The Father, titulado Homero, el padre en Hispanoamérica y Homer, el padre en España, es el duodécimo episodio de la vigesimosegunda temporada la serie de animación los Simpson. Fue emitido el 23 de enero de 2011 en Estados Unidos por la cadena FOX. 

## Sinopsis
Imitando el método de enseñanza del padre de "Más Espesa Que El Agua", una comedia familiar de los 80, Homer le dice a Bart que para que tenga la mini-motocicleta que anhela, deberá ganársela. Bart, como a pesar de sacar buenas notas no recibe su recompensa, decide vender secretos nucleares a ciertos espías chinos, robándola mientras pasa tiempo con Homer, con el fin de conseguir a cambio su nuevo vehículo.
- Datos: Q1638865